# Йосип Олеськів

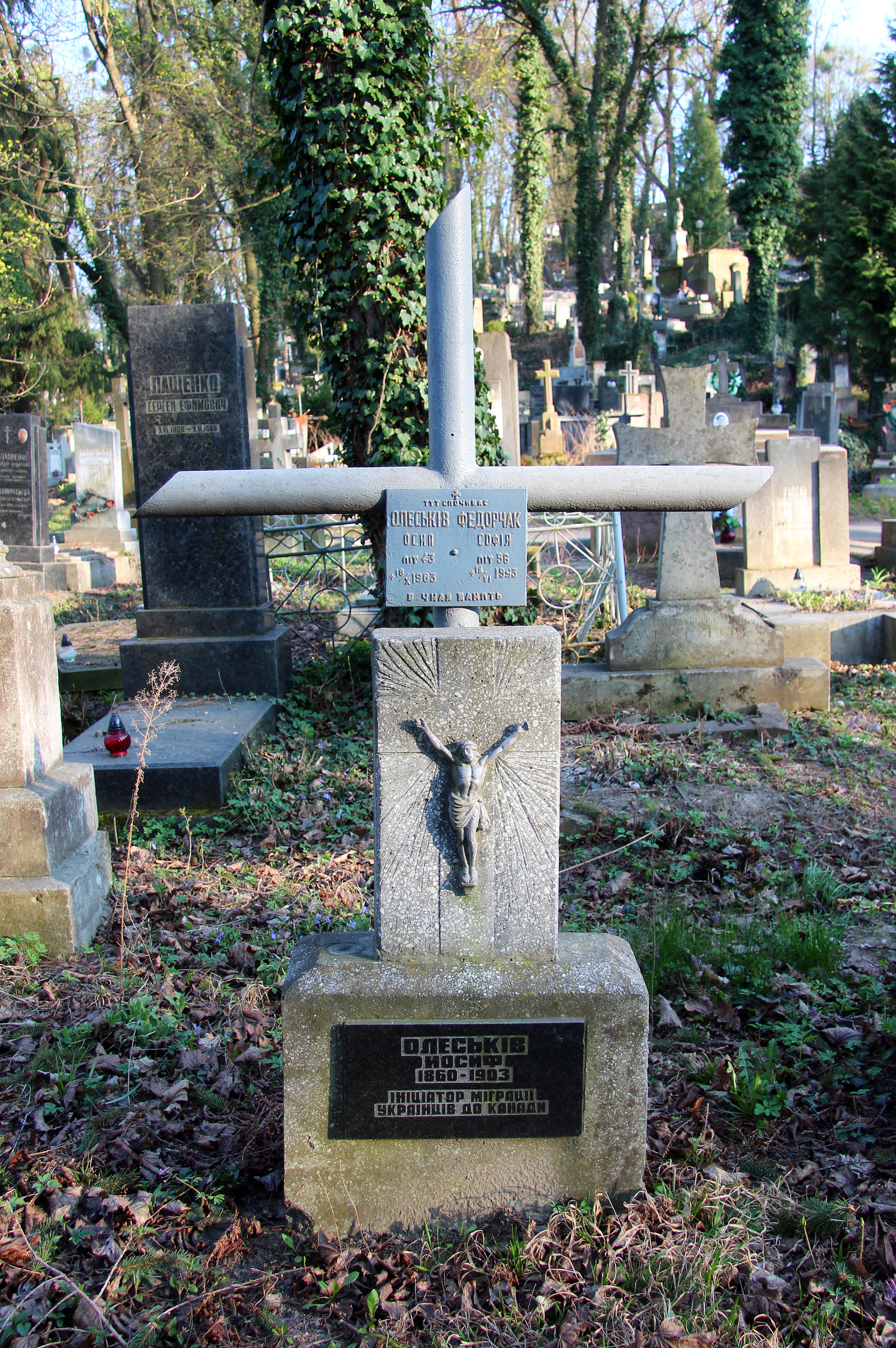

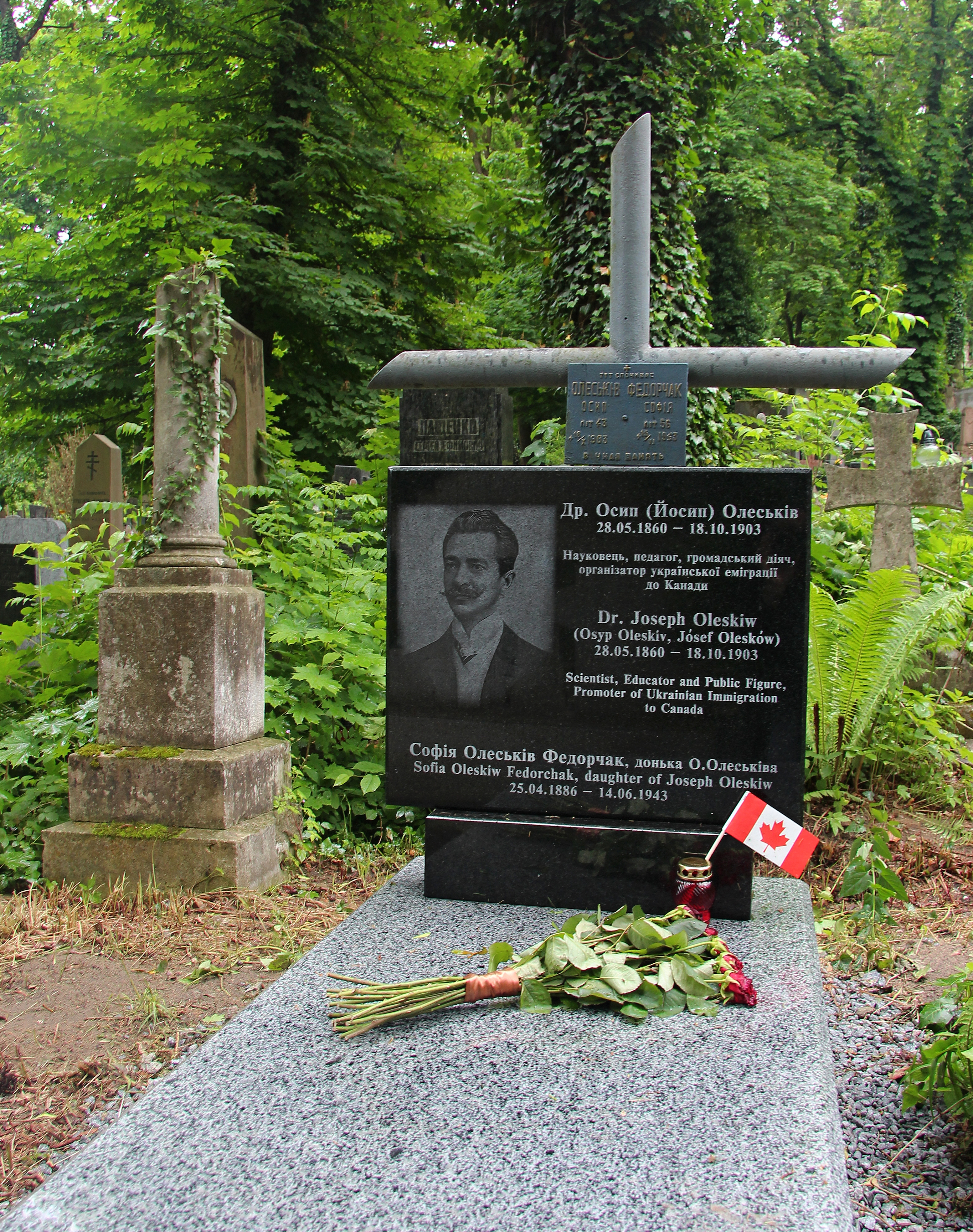

Йо́сип (Осип) Оле́ськів (колишня орфографія: Іосифъ Олеськôвъ, 28 вересня 1860, с. Нова Скварява, Жовківський район, Львівська область — 18 жовтня 1903, Львів) — український професор агрономії, що популяризував еміграцію з Галичини і Буковини до Канади наприкінці 1890-х років.

## Життєпис
Народився 28 вересня 1860 року в сім'ї пароха Нової Скваряви о. Луки Олещука (Олеськіва) (1821—1901) і його дружини Олімпії, дочки о. Михайла Бачинського, тоді Жовківського декана і пароха в с. Кунин, був четвертою і наймолодшою дитиною.
У 1878 році закінчив Львівську академічну гімназію. Потім — Львівський університет, аспірантуру і захистив докторську дисертацію. Ще навчаючись у шостому класі гімназії, знайомиться з Іваном Франком, через брата нареченої І.Франка — Ольги Рошкевич.
У 1885 році стажується в Ерфуртському університеті.
У 1887 році — лектор у Вищій школі рільничій у м. Дублянах (сьогодні це Львівський державний аграрний університет).
У 1895 році вирушає до Канади на короткий термін (декілька місяців). Зустрічався з урядовцями, вивчав природні умови Канади.
В 1895 році видав брошуру "Про вільні землі" коштом товариства "Просвіта". Надруковано в друкарні наукового товариства імені Шевченка .
Взимку 1895—1896 років за опікою свого брата Володимира надсилає до Канади першу групу поселенців-емігрантів. Відтак еміграція українців Західної України до Канади стала масовою. Йосип Олеськів повних шість років опікувався переселенцями в Канаді.
Був одружений з Йосифою Варапучинською. Іван Франко присвятив молодому подружжю оповідання «Місія» та «Батьківщина».
Похований на 62 полі Личаківського цвинтаря. Місце поховання встановлене за архівними даними працівниками наукового відділу музею Личаківський цвинтар. Пам'ятний знак встановлений дирекцією музею «Личаківський цвинтар».

## Вшанування
У Едмонтоні (Канада) українські емігранти встановили пам'ятник Йосипу Олеськіву. У 1997 році внесений до списку Національних історичних осіб Канади через «суттєвий вплив на поселення українців у Західній Канаді».